# Золотая малина (премия, 1993)
13-я церемония вручения наград премии «Золотая малина» за сомнительные заслуги в области кинематографа за 1992 год состоялась 28 марта 1993 года в Hollywod Roosevelt Hotel, в Лос-Анджелесе, Калифорния.

## Статистика
| Фильм                                                                        | номинации | победы |
| ---------------------------------------------------------------------------- | --------- | ------ |
| • Телохранитель / The Bodyguard                                              | 7         | -      |
| • Христофор Колумб: Завоевание Америки / Christopher Columbus: The Discovery | 6         | 1      |
| • Свет во тьме / Shining Through                                             | 5         | 3      |
| • Продавцы новостей / Newsies                                                | 5         | 1      |
| • Стой! Или моя мама будет стрелять / Stop! Or My Mom Will Shoot             | 3         | 3      |
| • Окончательный анализ / Final Analysis                                      | 3         | -      |
| • Основной инстинкт / Basic Instinct                                         | 3         | -      |
| • Чужая среди нас / A Stranger Among Us                                      | 2         | 1      |

## Список лауреатов и номинантов
Победители выделены отдельным цветом. 
| Категории                         | Лауреаты и номинанты                                                                                   | Лауреаты и номинанты                                                                       | Лауреаты и номинанты                                                                                              |
| --------------------------------- | --- | ------------------------------------------------------------------------------------------ | --- |
| Худший фильм                      | • Свет во тьме (20th Century-Fox) (продюсеры: Ховард Розенман и Кэрол Баум)                            | • Свет во тьме (20th Century-Fox) (продюсеры: Ховард Розенман и Кэрол Баум)                | • Свет во тьме (20th Century-Fox) (продюсеры: Ховард Розенман и Кэрол Баум)                                       |
| Худший фильм                      | • Телохранитель (Warner Bros.) (продюсеры: Лоуренс Кэздан, Джим Уилсон и Кевин Костнер)                |                                                                                            | |
| Худший фильм                      | • Христофор Колумб: Завоевание Америки (Warner Bros.) (продюсер: Илья Салкинд)                         |                                                                                            | |
| Худший фильм                      | • Окончательный анализ (Warner Bros.) (продюсеры: Чарльз Ровен, Пол Юнгер Уитт и Тони Томас)           |                                                                                            | |
| Худший фильм                      | • Продавцы новостей (Walt Disney Pictures) (продюсер: Майкл Финнелл)                                   |                                                                                            | |
| Худшая мужская роль               | Сильвестр Сталлоне                                                                                     | • Сильвестр Сталлоне — «Стой! Или моя мама будет стрелять» (за роль Джо Бомовски)          | • Сильвестр Сталлоне — «Стой! Или моя мама будет стрелять» (за роль Джо Бомовски)                                 |
| Худшая мужская роль               | Сильвестр Сталлоне                                                                                     | • Кевин Костнер — «Телохранитель» (за роль Фрэнка Фармера)                                 | |
| Худшая мужская роль               | Сильвестр Сталлоне                                                                                     | • Майкл Дуглас —                                                                           | «Основной инстинкт» (за роль детектива Ника Каррэна), «Свет во тьме» (за роль Эда Леланда)                        |
| Худшая мужская роль               | Сильвестр Сталлоне                                                                                     | • Джек Николсон —                                                                          | «Хоффа» (за роль Джеймса Р. «Джимми» Хоффы), «Людские неприятности» (за роль Юджина Эрла Экслайна / Гарри Блисса) |
| Худшая мужская роль               | Сильвестр Сталлоне                                                                                     | • Том Селлек — «Предки» (за роль Джона Олдрича)                                            | |
| Худшая женская роль               | Мелани Гриффит                                                                                         | • Мелани Гриффит —                                                                         | «Свет во тьме» (за роль Линды Восс), «Чужая среди нас» (за роль Эмили Иден)                                       |
| Худшая женская роль               | Мелани Гриффит                                                                                         | • Ким Бейсингер —                                                                          | «Параллельный мир» (за роль Холли Вуд), «Окончательный анализ» (за роль Хизер Эванс)                              |
| Худшая женская роль               | Мелани Гриффит                                                                                         | • Лоррейн Бракко —                                                                         | «Знахарь» (за роль доктора Рей Крейн), «Кровавый след» (за роль Эллен Шофилд)                                     |
| Худшая женская роль               | Мелани Гриффит                                                                                         | • Уитни Хьюстон — «Телохранитель» (за роль Рэйчел Мэррон)                                  | |
| Худшая женская роль               | Мелани Гриффит                                                                                         | • Шон Янг — «Преступная любовь» (за роль Дэйны Гринуэй)                                    | |
| Худшая мужская роль второго плана | Том Селлек                                                                                             | • Том Селлек — «Христофор Колумб: Завоевание Америки» (за роль короля Фердинанда)          | • Том Селлек — «Христофор Колумб: Завоевание Америки» (за роль короля Фердинанда)                                 |
| Худшая мужская роль второго плана | Том Селлек                                                                                             | • Алан Алда — «Шёпот в ночи» (за роль Лео Грина)                                           | |
| Худшая мужская роль второго плана | Том Селлек                                                                                             | • Марлон Брандо — «Христофор Колумб: Завоевание Америки» (за роль Томмазо де Торквемады)   | |
| Худшая мужская роль второго плана | Том Селлек                                                                                             | • Дэнни Де Вито — «Бэтмен возвращается» (за роль Освальда Кобблпота / Пингвина)            | |
| Худшая мужская роль второго плана | Том Селлек                                                                                             | • Роберт Дюваль — «Продавцы новостей» (за роль Джозефа Пулитцера)                          | |
| Худшая женская роль второго плана | Эстель Гетти                                                                                           | • Эстель Гетти — «Стой! Или моя мама будет стрелять» (за роль миссис Тутти Бомовски)       | • Эстель Гетти — «Стой! Или моя мама будет стрелять» (за роль миссис Тутти Бомовски)                              |
| Худшая женская роль второго плана | Эстель Гетти                                                                                           | • Энн-Маргрет — «Продавцы новостей» (за роль Медды Ларксон)                                | |
| Худшая женская роль второго плана | Эстель Гетти                                                                                           | • Трэйси Поллан — «Чужая среди нас» (за роль Мары)                                         | |
| Худшая женская роль второго плана | Эстель Гетти                                                                                           | • Джинн Трипплхорн — «Основной инстинкт» (за роль доктора Бет Гарнер)                      | |
| Худшая женская роль второго плана | Эстель Гетти                                                                                           | • Шон Янг — «Однажды преступив закон» (за роль Фиби)                                       | |
| Худший режиссёр                   | Дэвид Зельцер                                                                                          | • Дэвид Зельцер за фильм «Свет во тьме»                                                    | • Дэвид Зельцер за фильм «Свет во тьме»                                                                           |
| Худший режиссёр                   | Дэвид Зельцер                                                                                          | • Дэнни Де Вито — «Хоффа»                                                                  | |
| Худший режиссёр                   | Дэвид Зельцер                                                                                          | • Джон Глен — «Христофор Колумб: Завоевание Америки»                                       | |
| Худший режиссёр                   | Дэвид Зельцер                                                                                          | • Барри Левинсон — «Игрушки»                                                               | |
| Худший режиссёр                   | Дэвид Зельцер                                                                                          | • Кенни Ортега — «Продавцы новостей»                                                       | |
| Худший сценарий                   | • Блейк Снайдер, Уильям Осборн и Уильям Дэвис — «Стой! Или моя мама будет стрелять»                    | • Блейк Снайдер, Уильям Осборн и Уильям Дэвис — «Стой! Или моя мама будет стрелять»        | • Блейк Снайдер, Уильям Осборн и Уильям Дэвис — «Стой! Или моя мама будет стрелять»                               |
| Худший сценарий                   | • Лоуренс Кэздан — «Телохранитель»                                                                     |                                                                                            | |
| Худший сценарий                   | • Джон Брайли, Кэри Бейтс и Марио Пьюзо — «Христофор Колумб: Завоевание Америки»                       |                                                                                            | |
| Худший сценарий                   | • Уэсли Стрик и Роберт Бергер — «Окончательный анализ»                                                 |                                                                                            | |
| Худший сценарий                   | • Дэвид Зельцер — «Свет во тьме»                                                                       |                                                                                            | |
| Худшая новая звезда               | Поли Шор                                                                                               | • Поли Шор — «Парень из Энсино» (за роль Дэйва)                                            | • Поли Шор — «Парень из Энсино» (за роль Дэйва)                                                                   |
| Худшая новая звезда               | Поли Шор                                                                                               | • Жорж Коррафас — «Христофор Колумб: Завоевание Америки» (за роль Христофора Колумба)      | |
| Худшая новая звезда               | Поли Шор                                                                                               | • причёска Кевина Костнера — «Телохранитель»                                               | |
| Худшая новая звезда               | Поли Шор                                                                                               | • Уитни Хьюстон — «Телохранитель» (за роль Рэйчел Мэррон)                                  | |
| Худшая новая звезда               | Поли Шор                                                                                               | • Sharon Stone's "Tribute to Theodore Cleaver" — «Основной инстинкт»                       | |
| Худшая песня к фильму             | • High Times, Hard Times — «Продавцы новостей» — музыка: Алан Менкен, слова: Джек Фельдман             | • High Times, Hard Times — «Продавцы новостей» — музыка: Алан Менкен, слова: Джек Фельдман | • High Times, Hard Times — «Продавцы новостей» — музыка: Алан Менкен, слова: Джек Фельдман                        |
| Худшая песня к фильму             | • Book of Days — «Далеко-далеко» — музыка: Эния, слова: Рома Райан                                     |                                                                                            | |
| Худшая песня к фильму             | • «Queen of the Night» — «Телохранитель» — авторы: Уитни Хьюстон, Эл Эй Рейд, Бэбифейс и Дэрил Симмонс |                                                                                            | |